# Phuritad Jarikanon
Phuritad Jarikanon (thailändisch ภูริทัต จาริกานนท์, * 1. August 1989 in Surat Thani) ist ein ehemaliger thailändischer Fußballspieler.

## Karriere

### Verein
Phuritad Jarikanon erlernte das Fußballspielen in der Jugendmannschaft des Erstligisten Chonburi FC in Chonburi. Hier unterschrieb er 2007 auch seinen ersten Profivertrag. Die Saison 2009 wurde er zum Zweitligisten Thai Airways FC ausgeliehen. Hier schoss er in 28 Spielen elf Tore. Der Erstligist Wuachon United lieh in die Saison 2012 aus. Von 2013 bis 2014 erfolgt eine Ausleihe an den Ligakonkurrenten Bangkok Glass. Nach Beendigung der Vertragslaufzeit in Chonburi wechselte er 2016 nach Rayong zum PTT Rayong FC. Nach einem Jahr in der Zweiten Liga ging er 2017 nach Ratchaburi und schloss sich dem Erstligisten Ratchaburi Mitr Phol an. Samut Sakhon FC, ein Zweitligist aus Samut Sakhon, verpflichtete ihn Anfang 2019. Nach drei Spielen für den Club verließ er Mitte 2019 Samut Sakhon und wechselte nach Prachuap zum Erstligisten PT Prachuap FC. Für Prachuap absolvierte er 13 Erstligaspiele. Zur Saison 2021/22 verpflichtete ihn der Zweitligaaufsteiger Muangkan United FC aus Kanchanaburi. Nach der Hinrunde 2021/22 wurde im Dezember 2021 sein Vertrag aufgelöst.

### Nationalmannschaft
Phuritad Jarikanon spielte 2010 dreimal für U-23 Nationalmannschaft. Von 2010 bis 2013 spielte er zweimal in der thailändischen Nationalmannschaft. 

## Erfolge
Chonburi FC
- Thailändischer Pokalsieger: 2010
- Kor-Royal-Cup-Sieger: 2009

Bangkok Glass
- Thailändischer Pokalfinalist: 2013
- Thailändischer Pokalsieger: 2014

PT Prachuap FC
- Thailändischer Ligapokalsieger: 2019